# Lena Endre
Lena Endre Hobert  (n. 8 iulie 1955, Lidingö, Suedia) este o actriță suedeză. 

## Date biografice
Ea a copilărit în localitățile Härnösand, Trollbäcken și Tyresö. Din anul 2000 este căsătorită cu regizorul Richard Hobert. Are doi copii dintr-o căsătorie anterioară, împreună cu actorul Thomas Hanzon de care a divorțat. După bacalaureat Lena a studiat biologie marină, în 1983 întrerupe studiul pentru a deveni actriță. Ea devine mai cunoscută prin rolul jucat în filmul serial Varuhuset.

## Filmografie
- Besökarna (1988)
- Den Goda viljan (1992)
- Söndagsbarn (1992)
- Yrrol (1994)
- Kristin Lavransdatter (1995)
- Jerusalem (1996)
- Ogifta par - en film som skiljer sig (1997)
- Larmar och gör sig till (1997, TV)
- Ögat (1998)
- Trolösa (2000)
- Gossip (2000)
- Musikk for bryllup og begravelser (2002)
- Alla älskar Alice (2002)
- Dag och natt (2004)
- Göta Kanal 2 - Kanalkampen (2006)
- Himlens Hjärta (2008)
- The Girl with the Dragon Tattoo (2009)
- The Girl Who Played with Fire (2009)
- The Girl Who Kicked the Hornets' Nest (2009)
- Angel (2009)
- With Every Heartbeat (2011)
- The Master (2012)